# Isla Guayabo
Isla Guayabo es una isla de Costa Rica, parte del archipiélago del golfo de Nicoya. Está localizada a 8 km al sur de Puntarenas, y posee una superficie de 15 ha. Administrativamente pertenece al cantón de Puntarenas. La isla es parte de la Reserva Biológica islas Guayabo, Pájaros y Negritos, establecida por decreto ejecutivo en 1973, y perteneciente al Área de Conservación Tempisque del Sistema Nacional de Áreas de Conservación de Costa Rica.
Guayabo posee forma de rombo, tiene una pequeña playa, y el resto de la estructura cuenta con acantilados alrededor de su perímetro. Está compuesta principalmente de rocas sedimentarias, posee 50 m de altura y se encuentra cubierta en algunos sectores por arbustos y plantas pequeñas espinosas, en cuya vegetación sobresalen especies de árboles como el guaco, el higuerón, las palmas de coyol y la palma viscoyol.
La importancia de la isla radica en que en ella anidan entre 200 y 300 aves marinas, destacándose especies como la tijereta de mar, la gaviota reidora, el halcón peregrino, la paloma coliblanca, el piquero moreno y el pelícano pardo, este último cuenta con una de las poblaciones más grandes de esta especie de aves en Costa Rica. En la isla también residen numerosas especies de crustáceos como cangrejos violinistas, cangrejos marineras, cambutes, ostiones y gran variedad de peces e insectos.